# Јасмила Жбанић
Јасмила Жбанић (Сарајево, 19. децембар 1974) јесте босанскохерцеговачка филмска редитељка, сценаристкиња и продуценткиња, најпознатија по томе што је написала и режирала Quo Vadis, Aida? (2020), који јој је донео номинације за Оскара за најбољи филм на страном језику, награду БАФТА за најбољи филм не на енглеском језику и награду БАФТА за најбољу режију.

## Биографија

### Младост
Жбанић је рођена у Сарајеву 19. децембра 1974. године у муслиманској породици. Жбанић је ишла у локалне школе пре него што је похађала Академију сценских уметности у Сарајеву, где је и дипломирала. Једно време је радила у Сједињеним Државама као луткарка у позоришту Bread and Puppet Theater у Вермонту и као кловн у радионици Ли Де Лонга. Године 1997. основала је уметничко удружење „Деблокада“ и почела да снима документарне и кратке филмове.

### Каријера
Након повратка у Босну и Херцеговину, основала је удружење уметника „Деблокада“. Кроз Деблокаду је Жбанић написала и продуцирала многе документарне, видео радове и кратке филмове. Њен рад је виђен широм света, приказан на филмским фестивалима и приказан на изложбама као што су Манифеста 3 у Словенији 2000. године, у Каселу 2004. и Бијенале у Истанбулу 2003. године. Од тада је снимила добро прихваћене игране филмове.
Њен играни филм Грбавица из 2006. освојио је Златног медведа на 56. Међународном филмском фестивалу у Берлину, велику награду жирија на Међународном фестивалу дугометражног такмичења 2006. године, а награђен је за најбољи европски филм и најбољу европску глумицу 2006. године. Њен филм На путу из 2010. године, који истражује однос младог пара који живи у Сарајеву, приказан је на 60. Берлинском међународном филмском фестивалу.
Ратна драма из 2020. Quo Vadis, Aida? освојио је награду публике на 50. међународном филмском фестивалу у Ротердаму, награду за најбољи међународни филм на Гетеборшком филмском фестивалу 2021. учествовао је на 77. Венецијанском међународном филмском фестивалу и такође освојио награду за најбољи међународни филм на 36. Independent Spirit Awards. Штавише, у марту 2021. филм је номинован за најбољи филм не на енглеском језику, а Жбанић је номинована за најбољу режију на 74. додели филмских награда Британске академије. Филм је 15. марта 2021. номинован за најбољи међународни играни филм на 93. додели Оскара. На 34. додели европских филмских награда одржаној у децембру 2021, Quo Vadis, Aida? освојио награду за најбољи филм. Такође, Жбанић је добила награду за најбољу режију, а глумица Јасна Ђуричић је на истим наградама добила награду за најбољу глумицу.

## Теме и ликови
Жбанић признаје да се њени филмови углавном баве народом Босне и Херцеговине. Она каже да користи филм да истражује њихове проблеме и проблеме у вези са својим животом. Жбанић настоји да створи ликове који нису само „црно-бели“, јер стварни људи нису тако једноставни. Она не ствара ликове који су строги свеци и јунаци, али који могу бити слаби, а такође храбри и толерантни. Жбанић је 2017. године потписала Декларацију о заједничком језику Хрвата, Срба, Бошњака и Црногораца.

## Филмографија

### Филм
| Година | Филм                            | Режисерка | Сценаристкиња | Продуценткиња |
| ------ | ------------------------------- | --------- | ------------- | ------------- |
| 1995   | Аутобиографија                  | Да        | Да            | Не            |
| 1997   | Послије, послије                | Да        | Да            | Не            |
| 1998   | Ноћ је, ми свијетлимо           | Да        | Да            | Да            |
| 1998   | Љубав је...                     | Да        | Да            | Не            |
| 2000   | Red Rubber Boots                | Да        | Да            | Не            |
| 2003   | Сјећаш ли се Сарајева           | Да        | Да            | Не            |
| 2003   | Images from the Corner          | Да        | Да            | Не            |
| 2004   | Birthday                        | Да        | Да            | Не            |
| 2006   | Грбавица                        | Да        | Да            | Не            |
| 2010   | On the Path                     | Да        | Да            | Не            |
| 2013   | For Those Who Can Tell No Tales | Да        | Да            | Да            |
| 2014   | One Day in Sarajevo             | Да        | Не            | Да            |
| 2014   | Love Island                     | Да        | Да            | Не            |
| 2017   | Men Don't Cry                   | Не        | Не            | Да            |
| 2020   | Quo vadis, Aida?                | Да        | Да            | Да            |

### Телевизија
| Година | Телевизијска серија | Епизода | Режисерка | Сценаристкиња | Продуценткиња |
| ------ | ------------------- | ------- | --------- | ------------- | ------------- |
| 2023   | The Last of Us      | "Kin"   | Да        | Не            | Не            |

## Награде и признања
| Година | Фестивал                      | Категорија                      | Рад                    | Резултат |
| ------ | ----------------------------- | ------------------------------- | ---------------------- | -------- |
| 1998   | Сарајевски филмски фестивал   | Специјакна награда              | Noć je, mi svijetlimo  | Да       |
| 2003   | ZagrebDox                     | Big Stamp                       | Images from the Corner | Да       |
| 2006   | Берлински филмски фестивал    | Златни медвед                   | Грбавица               | Да       |
| 2006   | Берлински филмски фестивал    | Награда жирија                  | Грбавица               | Да       |
| 2006   | Берлински филмски фестивал    | Награда за филм о миру          | Грбавица               | Да       |
| 2006   | Сарајевски филмски фестивал   | Награда Ивица Матић             | Грбавица               | Да       |
| 2010   | Берлински филмски фестивал    | Златни медвед                   | On the Path            | Не       |
| 2020   | Филмски фестивал у Венецији   | Златни лав                      | Quo Vadis, Aida?       | Не       |
| 2021   | Филмски фестивал у Ротердаму  | Награда публике                 | Quo Vadis, Aida?       | Да       |
| 2021   | Филмски фестивал у Готенбургу | Најбољи међународни филм        | Quo Vadis, Aida?       | Да       |
| 2021   | Independent Spirit Awards     | Најбољи међународни филм        | Quo Vadis, Aida?       | Да       |
| 2021   | БАФТА                         | Најбољи режисер                 | Quo Vadis, Aida?       | Не       |
| 2021   | БАФТА                         | Најбољи међународни филм        | Quo Vadis, Aida?       | Не       |
| 2021   |                               | Најбољи међународни играни филм | Quo Vadis, Aida?       | Не       |
| 2021   | Европске филмске награде      | Најбољи филм                    | Quo Vadis, Aida?       | Да       |
| 2021   | Европске филмске награде      | Најбољи режисер                 | Quo Vadis, Aida?       | Да       |
| 2021   | Европске филмске награде      | Најбољи сценариста              | Quo Vadis, Aida?       | Не       |